# Adam Kiciński
Adam Leon Kiciński (ur. 11 kwietnia 1872 w Lechanicach w powiecie wareckim, zm. 13 czerwca 1959 w Poznaniu) – podpułkownik kawalerii cesarskiej i królewskiej armii, generał brygady Wojska Polskiego.

## Biogram
Urodził się 11 kwietnia 1872 w Lechanicach, w rodzinie Kazimierza, właściciela majątku ziemskiego, i Urszuli z Łempickich. Był chrześniakiem Piotra Wysockiego. 
Ukończył studia na Wydziale Artylerii Technicznej Akademii Wojskowej w Wiedniu. Od 1893 był oficerem artylerii cesarskiej i królewskiej Armii, a od 1899 kawalerii. W 1901 był oficerem ordynansowym Franciszka Józefa I. Służył w 1 pułku ułanów w Krakowie i Lwowie, a następnie (od 1912) w 13 pułku ułanów w Złoczowie. Został ciężko ranny w bitwie pod Jarosławicami 2 sierpnia 1914. Następnie skierowany do 6 pułku ułanów, walczył na froncie wschodnim (podpułkownik z 1917).
Od listopada 1918 w Wojsku Polskim. Do stycznia 1919 zastępca dowódcy, a potem dowódca 8 pułku ułanów Księcia Józefa Poniatowskiego (do 4 lutego 1920).
Od lutego 1920 był zastępcą szefa sekcji kawalerii w Ministerstwie Spraw Wojskowych. Później dowodził X Brygadą Jazdy (w 1924 przeformowaną w X Brygadę Kawalerii). 3 maja 1922 został zweryfikowany w stopniu pułkownika ze starszeństwem z dniem 1 czerwca 1919 i 5. lokatą w korpusie oficerów jazdy. Z dniem 1 czerwca 1924 został mianowany dowódcą XVI Brygady Kawalerii we Lwowie. W lipcu 1924 minister Spraw Wojskowych zmienił swoje rozporządzenie i pozostawił go na stanowisku dowódcy X Brygady Kawalerii w Przemyślu. Pełniąc służbę na stanowisku dowódcy brygady pozostawał w ewidencji 8 pułku ułanów.
1 grudnia 1924 Prezydent RP Stanisław Wojciechowski na wniosek Ministra Spraw Wojskowych, gen. dyw. Władysława Sikorskiego awansował go na generała brygady ze starszeństwem z dniem 15 sierpnia 1924 i 11. lokatą w korpusie generałów.
W październiku 1925 został mianowany członkiem Oficerskiego Trybunału Orzekającego. Z dniem 31 grudnia 1926 został przeniesiony w stan spoczynku. Mieszkał w Krakowie przy ul. Wolskiej 9 (obecnie ul. J. Piłsudskiego), następnie w Poznaniu.
Był żonaty z Józefą Morawską. Mieli pięcioro dzieci: Kazimierza, Jana, Stanisława, Teresę i Annę (żonę Eugeniusza Romiszewskiego).
Zmarł 13 czerwca 1959 w Poznaniu. Został pochowany 16 czerwca 1959 na Cmentarzu Junikowo w Poznaniu (pole 9, kwatera 3-11-11).

## Awanse
- podporucznik – 1893
- porucznik – 1905
- rotmistrz – 1907
- major – 1915
- podpułkownik – 1917
- pułkownik – 3 maja 1922 zweryfikowany ze starszeństwem z dniem 1 czerwca 1919 i 5. lokatą w korpusie oficerów jazdy
- generał brygady – 1 grudnia 1924, ze starszeństwem z dniem 15 sierpnia 1924 i 11. lokatą w korpusie generałów

## Ordery i odznaczenia
- Krzyż Walecznych
- Złoty Krzyż Zasługi (dwukrotnie: 29 kwietnia 1925[9], 13 maja 1933[7])
- Srebrny Krzyż Zasługi (10 listopada 1928)[10]
- Krzyż Kawalerski Orderu Legii Honorowej (Francja)
- Order Korony Żelaznej III klasy (Austro-Węgry)
- Krzyż Zasługi Wojskowej (Austro-Węgry)
- Wojskowy Medal Zasługi (Austro-Węgry)